# انانتانالور
انانتانالور (به انگلیسی: Ananthanallur) یک منطقهٔ مسکونی در هند است که در تامیل نادو واقع شده‌است.

## خصوصیات
انانتانالور ۱٬۲۹۵ نفر جمعیت دارد.